# Sörmyrtjärnen (Lycksele socken, Lappland)
Sörmyrtjärnen är en sjö i Lycksele kommun i Lappland och ingår i Umeälvens huvudavrinningsområde.